# كورليس لامونت
كورليس لامونت (بالإنجليزية: Corliss Lamont)‏ (28 مارس 1902 - 26 أبريل 1995) فيلسوف أمريكي اشتراكي ومدافع عن مختلف أسباب الحريات اليسارية والمدنية. من أنشطته السياسية، كان رئيس المجلس الوطني للصداقة الأمريكية السوفيتية ابتداءً من أوائل الأربعينيات من القرن العشرين.

## الحياة المهنية

### السنوات المبكرة
ولد لامونت في إنجلوود، نيو جيرسي في 28 مارس 1902. ابن فلورنس هاسكل (كورليس) وتوماس دبليو. لامونت، شريكًا ورئيسًا لاحقًا في جي. بّي. مورغان وشركاؤه. تخرج لامونت بلقب تفوق فاليدكتوري من أكاديمية فيليبس إكستر في عام 1920 وبمرتبة ثناء عظيم «ماجنا كام لاودي» من جامعة هارفارد في عام 1924. ظهرت المبادئ التي أحيت حياته لأول مرة في هارفارد، حيث هاجم الأندية الجامعية كمتعجرف. في عام 1924، عمل في الدراسات العليا في جامعة نيو كوليج في أكسفورد، حيث سكن مع جوليان هكسلي. في العام التالي، بدأ لامونت دراسات عليا في جامعة كولومبيا، حيث درس تحت إشراف جون ديوي. في عام 1928، أصبح مدرسًا للفلسفة هناك. حصل على درجة الدكتوراه في الفلسفة في عام 1932 من كولومبيا. درس لامونت في كولومبيا وكورنيل وهارفارد والمدرسة الجديدة للبحوث الاجتماعية.

## الحياة الشخصية والموت
في عام 1928، تزوج لامونت من مارغريت هايز الأيرلندية. تطلّقوا في أوائل الستينيات من القرن العشرين. في عام 1962، تزوج من هيلين بويدن لامب؛ توفيت بسبب السرطان في عام 1975. في عام 1986، تزوج لامونت بيث كينر؛ التي بقيت بعد مماته. تُوفِّي في المنزل في أوسينينغ، نيويورك، في 26 أبريل 1995.

## الميراث
بعد وفاة والديه، أصبح لامونت فاعل خير. موّل جمع وحفظ مخطوطات الفلاسفة الأمريكيين، وخاصة جورج سانتايانا، وأيضًا روكويل كينت وجون ماسيفيلد.
أصبح داعمًا كبيرًا لكل من جامعتي هارفارد وكولومبيا، إذ منح الأخيرة «أستاذ الحقوق المدنية كورليس لامونت».
كان الخال الأكبر لنيد لامونت، مُرشَّح الحزب الديمقراطي لعام 2006 لكونيتيكت وليصل إلى مجلس الشيوخ بالولايات المتحدة، والحاكم الحالي لكونيتيكت.

## الكتابات
لامونت مؤلف غزير الإنتاج. كتب أو شارك في كتابة أو حرر أو شارك في تحرير أكثر من عشرين كتابًا وعشرات المنشورات، وكتب الآلاف من الرسائل إلى الصحف والنشرات والمجلات حول القضايا الاجتماعية الهامة خلال حملته التي استمرت طوال حياته من أجل السلام والحقوق المدنية.
في عام 1935، نشر وهم الخلود (نُشرت في الأصل عام 1932 تحت عنوان قضايا الخلود: دراسة في الآثار)، والتي كانت نسخة منقحة عن أطروحته الدكتوراه. وفقًا لجيمس ليوبا، يعتبر الكتاب العمل القياسي في هذا الموضوع ويوضح بشكل قاطع أن حجج الخلود غير كافية بالمطلق. جادل لامونت بأنه يمكن للناس أن يعيشوا حياة مرضية دون الإيمان بالحياة بعد الموت وأن الحياة البشرية قد تكون أكثر قيمة في حال أُدرِكت أنها لا تأتي إلا مرة واحدة لكل شخص.
من أشهر أعماله فلسفة الإنسانية (نُشرت في الأصل عام 1949 بعنوان الإنسانية كفلسفة)، وهي الآن في طبعتها الثامنة. نشر أيضًا لوحاتٍ حميمة لجون ديوي وجون ماسيفيلد وجورج سانتايانا.

## روابط خارجية
- كورليس لامونت على موقع إن إن دي بي (الإنجليزية)